# Cicurina barri
Cicurina barri là một loài nhện trong họ Dictynidae.
Loài này thuộc chi Cicurina. Cicurina barri được Willis J. Gertsch miêu tả năm 1992.